# Sirat
Pour les articles homonymes, voir Sirat (homonymie).
Sirat est une commune de la wilaya de Mostaganem en Algérie.

## Démographie
Selon le recensement général de la population et de l'habitat de 2008, la population de la commune de Sirat est évaluée à 21 677 habitants contre 17 979 en 1998.